# Actophilornis albinucha
La jacana del Madagascar (Actophilornis albinucha I.Geoffroy Saint-Hilaire, 1832) è un uccello della famiglia dei Jacanidae, endemico del Madagascar.

## Biologia
Si nutre di insetti e larve acquatiche e anche dei semi di piante acquatiche.
Nidifica sulla vegetazione acquatica galleggiante.

## Distribuzione e habitat
Questo uccello è diffuso nel Madagascar settentrionale e occidentale.
Predilige la vegetazione galleggiante su acque poco profonde (laghi, paludi d'acqua dolce, corsi d'acqua a flusso lento) dal livello del mare a 750 m di altitudine.